# HOST ID
 (janvier 2012).
Si vous disposez d'ouvrages ou d'articles de référence ou si vous connaissez des sites web de qualité traitant du thème abordé ici, merci de compléter l'article en donnant les références utiles à sa vérifiabilité et en les liant à la section « Notes et références ».
L'HOST ID est la partie restante de l'adresse IP, située à droite du NET ID, qui désigne une machine sur le réseau. Si tous les bits de l'HOST ID sont à zéro, l'adresse désigne le réseau lui-même. Si tous les bits sont à 1, il s'agit de l'adresse de broadcast de ce réseau (diffusion). Ces deux adresses ne peuvent être utilisées pour désigner une machine.

## Composition d'une adresse IP V4
Nombre de machines adressables selon la classe de l'adresse :
- Classe A, HOST ID de 3 octets, on peut adresser (256 * 256 * 256) -2, soit 16777214 machines.
- Classe B, HOST ID de 2 octets, on peut adresser (256 * 256) - 2, soit 65534 machines.
- Classe C, HOST ID d'un octet : 256 - 2, soit 254 machines.